# Todd Duffee
Todd Duffee (* 6. Dezember 1985 in Evansville, Indiana) ist ein US-amerikanischer MMA-Kämpfer.

## Biografie

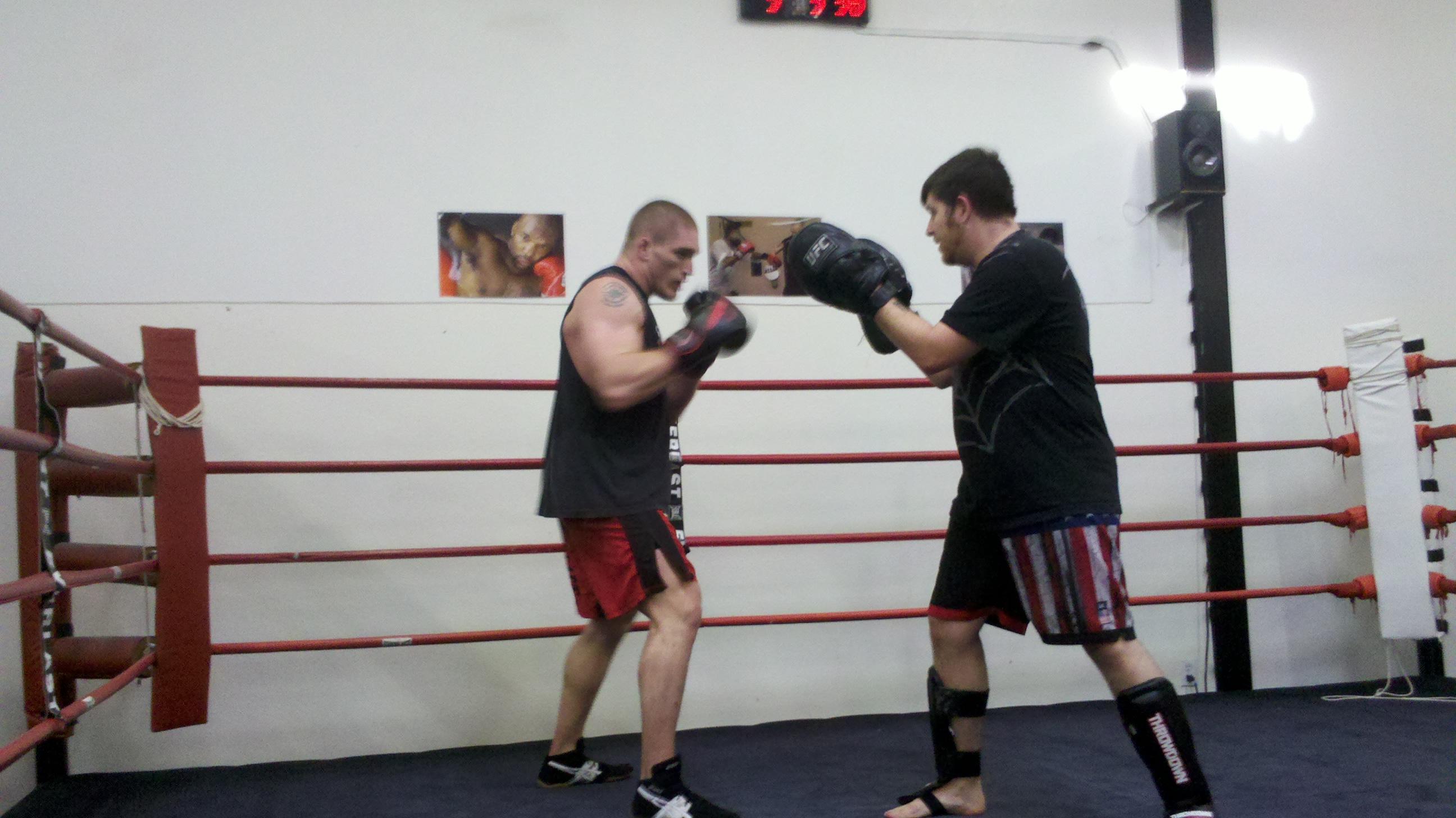
Todd Duffee beim Training

Duffee wurde in Evansville geboren und wuchs in Eldorado (Illinois) auf. Er wurde von Caleb Goldman trainiert.
Duffee begann als Sechzehnjähriger mit dem Boxen. Das Training war zuerst unprofessionell, schlecht organisiert und es mangelte an guten Trainingspartnern. Als er nach Atlanta (Georgia) umzog, trat er einem richtigen Boxgym bei. Nachdem Duffee von Mixed Martial Arts gehört hatte, fing er an, sich alte UFC-Kämpfe anzusehen. Wenige Tage später trainierte er in einem lokalen MMA-Gym.
Seine ersten drei Kämpfe gewann Duffee gegen Mike Walbright, Mark Haniger und Josh Bennett. Danach willigte er ein, im Mainevent von Jungle Fights 11 gegen den UFC- und Pride-FC-Veteranen Assuerio Silva zu kämpfen. Er dominierte diesen Kampf und gewann durch KO in der zweiten Runde.
Duffee wurde gesetzt, um sein UFC-Debüt gegen Mostapha Al Turk bei UFC 99 zu machen, bis die UFC diesen Kampf absetzte, um ihn gegen Mirko Filipović antreten zu lassen. Als Nächstes wurde angekündigt, dass er gegen Mike Russow antreten sollte, bis er von diesem Match abgezogen wurde, um gegen Tim Hague anzutreten.
In der Undercard kämpfte er bei UFC 102 also gegen Hague. In diesem Kampf stellte Duffee den neuen UFC-Rekord für den schnellsten KO auf, nachdem er Hague mit dem ersten Schlag nach nur sieben Sekunden KO schlug. Nach dem Sieg feierte er und sagte dabei in die Kamera: "Das war eine Vorspeise, jetzt will ich essen Dana, lass mich essen!"
Todd Duffee sollte nun bei UFC 107 auf Paul Buentello treffen, musste jedoch zurückziehen, weil er sich am Rücken verletzte.
Duffee wurde an der University of Nevada in Las Vegas angenommen und sucht derzeit einen neuen Trainingsstall. Er schaute sich Xtreme Couture Mixed Martial Arts und Wand Fight Team an, entschied sich dann für ersteres.
Bei UFC 114 im Mai 2010 sollte Duffee dann doch noch gegen Mike Russow antreten. Dieser besiegte ihn in der dritten Runde durch KO.
Im September 2010 wurde Duffee wegen seines Verhaltens außerhalb des Ringes/Oktagons von UFC-Chef Dana White entlassen. Er bestritt darauf einen K-1-Kampf gegen Alistair Overeem, wobei er KO ging. 2011 war er in einer Nebenrolle im Martial-Arts-Film The Fighters 2: The Beatdown zu sehen.

## Titel und Erfolge
- Schnellster KO-Sieg nach nur sieben Sekunden.

## Kampfstatistik
| Ergebnis   | Gegner              | Siegart | Veranstaltung                           | Datum              |
| Niederlage | Frank Mir           | KO      | UFC Fight Night 71                      | 15. Juli 2015      |
| Niederlage | Alistair Overeem    | KO      | UFC Fight Night: Mir vs. Duffee         | 31. Dezember 2010  |
| Niederlage | Mike Russow         | KO      | UFC 114: Rampage vs. Evans              | 29. Mai 2010       |
| Sieg       | Tim Hague           | KO      | UFC 102: Couture vs. Nogueria           | 29. August 2009    |
| Sieg       | Assuério Silva      | TKO     | Jungle Fight 11                         | 13. September 2008 |
| Sieg       | Josh Bennett        | KO      | Alianza National Full Contact 2         | 8. August 2008     |
| Sieg       | Mark Haniger        | TKO     | Crazy Horse Fights                      | 11. Dezember 2007  |
| Sieg       | Bill Mike Walbright | TKO     | Beatdown Fight Party: Head on Collision | 1. Juni 2007       |
| Sieg       | Jonathan Spears     | TKO     | Beatdown Fight Party: Invasion          | 9. Februar 2007    |